# Limenas Chersonisou

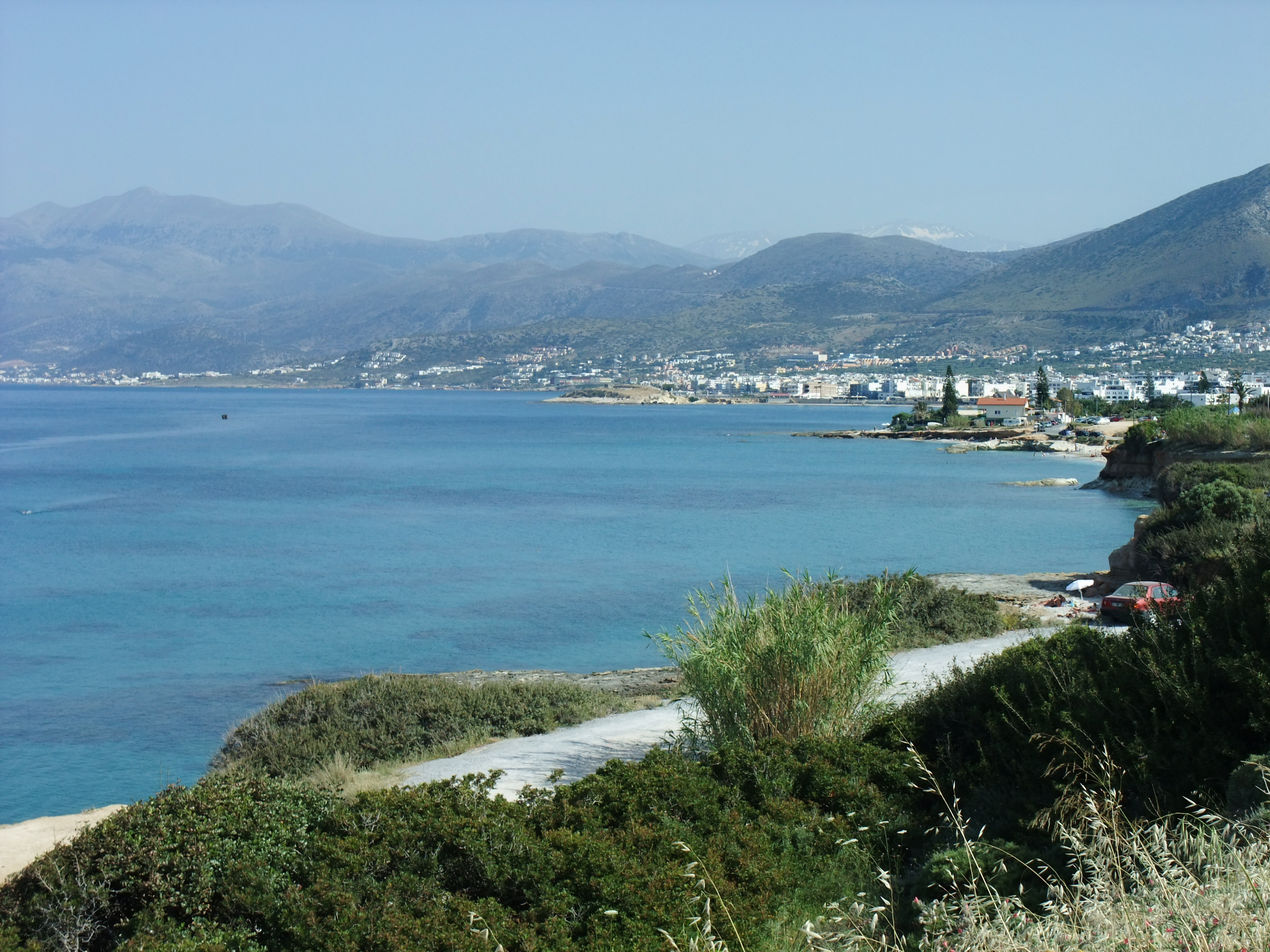
Blick auf die Bucht von Limenas Chersonisou

Limenas Chersonisou (griechisch Λιμένας Χερσονήσου (m. sg.), Limenas Chersonisou, „Hafen der Halbinsel“) ist ein ehemaliger Fischerort an der Nordküste Kretas. Der Ort, der Teil der Gemeinde Chersonisos ist, liegt ungefähr 26 km östlich von Iraklio und ungefähr 43 km westlich von Agios Nikolaos. Umgangssprachlich wird der Name meist zu Límin Chersonísou abgekürzt. 2011 hatte die Gemeinde 3165 Einwohner.

## Geographie
Limenas Chersonisou liegt im Nordosten der Insel. Die nächstgrößte Stadt Iraklio liegt etwa 26 Kilometer weiter westlich. Südlich der Ortschaft liegen die Dörfer Chersonissos, Piskopiano sowie Koutouloufari, welche eher auf Tourismus für Familien statt auf Massentourismus ausgelegt sind.

## Wirtschaft
Limenas Chersonisou ist sehr stark vom Tourismus geprägt. Im Ortskern gibt es zahlreiche Geschäfte, Bars, Restaurants und Diskotheken. Wegen des Nachtlebens an der Uferpromenade ist der Ort vor allem bei jüngeren Menschen beliebt. Abseits der Hauptstraßen finden sich auch ruhigere Bereiche des Ortes mit weniger touristisch geprägten Restaurants und Wohnhäusern.
Neben dem Tourismus ist die Landwirtschaft ein weiterer wichtiger Wirtschaftszweig. Im Jahr 1995 eröffnete ein von April bis Oktober für Touristen zugängliches Aquarium, das Aquaworld Aquarium.

## Sehenswürdigkeiten
Im Ortskern befinden sich einige kleinere Ausgrabungen aus der Antike. Nördlich des heutigen Ortes liegt die antike Ruinenstätte Chersonaos (Chersonesos), die in der Tabula Peutingeriana Cresonesso genannt wird und zusammen mit Arsinoe der Stadt Lyctus angegliedert war.
Chersonesos ist als Chersonesus in Creta ein Titularbistum der römisch-katholischen Kirche.